# Thymallus mertensii
Thymallus mertensii és una espècie de peix de la família dels salmònids i de l'ordre dels salmoniformes.

## Hàbitat
És un peix de clima temperat i bentopelàgic.

## Distribució geogràfica
Es troba a Kamtxatka, Rússia.

## Observacions
És inofensiu per als humans.